# 오우라역
오우라역(일본어: 大浦駅 오오우라에키[*])은 일본 에히메현 마쓰야마시에 있는 시코쿠 여객철도 요산선의 역이다. 역 번호는 Y47이며, 단선 승강장 1면 1선의 구조를 지닌 지상역이다.

## 역 주변
- 국도 제196호선

## 역사
- 1990년 11월 21일 : 오우라 신호장(일본어: 大浦信号場)으로서 개설.
- 1991년 3월 16일 : 역으로 승격해 오우라역으로서 개업.

## 인접 정차역
| 시코쿠 여객철도 요산선      | 시코쿠 여객철도 요산선 | 시코쿠 여객철도 요산선      |
| --------------------------- | ---------------------- | --------------------------- |
| Y 46 아사나미 다카마쓰 방면 | 요산 선                | 이요호조 Y 48 마쓰야마 방면 |